# エルンスト・フォン・アスター
エルンスト・フォン・アスター（Ernst Von Aster、1880年2月18日 - 1948年10月22日）は、ドイツの哲学者である。ベルリン出身。
フリードリヒ・ヴィルヘルム大学で学ぶ。1920年ユストゥス・リービッヒ大学ギーセン教授。1933年スウェーデンに亡命。1936年トルコに移住してアンカラとイスタンブールの大学教授。テオドール・リップス、論理実証主義の影響をもとに新しい唯名論を立てようとした。
1948年ストックホルムで亡くなった。

## 主著
- 「哲学史」1935年